# 隱頜似鱈深海鼬魚
隱頜似鱈深海鼬魚（学名：Brosmophyciops pautzkei），又名隱頜似鱈鳚、深海鼬魚，为條鰭魚綱鼬魚目深海鼬魚科似鱈鳚屬下的一个种，該物種分佈於印度洋和太平洋的熱帶海域，體長可達7公分。